# Asia Ramazan Antar
Asia Ramazan Antar (ur. 1997 w Al-Kamiszli, zm. 30 sierpnia 2016 w Manbidżu) – bojowniczka Kobiecych Jednostek Ochrony, która stała się symbolem walki kobiet podczas wojny domowej w Syrii.

## Życiorys
Urodziła się w tradycyjnej kurdyjskiej rodzinie. W 2014, w wieku 16 lat, została wydana za mąż, jednak po trzech miesiącach jej małżeństwo zostało unieważnione z powodu wejścia w życie nowego prawa zakazującego aranżowanych małżeństw i poligamii. W tym samym roku wstąpiła do Kobiecych Jednostek Ochrony i walczyła na froncie kurdyjskim przeciwko siłom Państwa Islamskiego.
Zyskała popularność w 2015, po tym jak fotoreporter wojenny opublikował jej zdjęcia i opisał ją jako „kurdyjską Angelinę Jolie”, ze względu na fizyczne podobieństwo do aktorki. Porównanie to zostało potępione przez media kurdyjskie i innych bojowników.
Zginęła 30 sierpnia 2016 w samobójczym zamachu terrorysty Państwa Islamskiego podczas walk o Manbidż. Miała wówczas 19 lat.